# Gaio Servilio Tucca
Gaio Servilio Tucca  (latino: Caius Servilius Tucca) (fl. III secolo a.C.) è stato un politico romano.

## Biografia
Fu eletto console nel 284 a.C. con Lucio Cecilio Metello Denter. Il suo nome ci è noto solo dai Fasti consulares', ma non sono noti fatti significativi del suo consolato.